# Collabium vesicatum
Collabium vesicatum är en orkidéart som först beskrevs av Heinrich Gustav Reichenbach, och fick sitt nu gällande namn av Rudolf Schlechter. Collabium vesicatum ingår i släktet Collabium, och familjen orkidéer. Inga underarter finns listade i Catalogue of Life.